# Werner Lippoldt
Werner Lippoldt (ur. 16 lutego 1944 w Ostrawie) – niemiecki strzelec sportowy. Brązowy medalista olimpijski z Monachium.
Reprezentował barwy NRD. Zawody w 1972 były jego jedynymi igrzyskami olimpijskimi. Medal wywalczył w konkurencji karabinu małokalibrowego w 3 postawach na dystansie 50 metrów, wyprzedzili go Amerykanie John Writer i Lanny Bassham. W 1966 był srebrnym medalistą mistrzostw świata w strzelaniu na dystansie 50 metrów w pozycji stojącej.